# 金融情報辦公室
金融情報辦公室（葡萄牙語：Gabinete de Informação Financeira）是澳門特別行政區政府的部門，於2006年8月8日成立，最初隸屬於經濟財政司。於2018年10月16日改隸保安司。於2024年2月1日改隸警察總局。
2023年7月14日，澳門特別行政區行政會完成討論《修改第1/2001號法律〈澳門特別行政區警察總局〉》法律草案，法案建議將該辦公室併入警察總局內增設具技術及運作獨立性的從屬機構，以履行新增的職責。該法案分別於2023年8月及12月在立法會一般性通過及細則性通過，同年12月27日公布第23/2023號法律《修改第1/2001號法律〈澳門特別行政區警察總局〉》，2024年2月1日生效。經修改的警察總局組織及運作之行政法規亦於同日生效。

## 職責
- 集中收集、分析及提供懷疑實施清洗黑錢犯罪、資助恐怖主義犯罪及資助大規模毀滅性武器擴散犯罪，或涉及可疑交易或高風險交易的資料；
- 要求任何公共或私人實體提供資料；
- 接收按照第7/2006號行政法規《清洗黑錢及資助恐怖主義犯罪的預防措施》第七條的規定而獲提供的有跡象顯示有人實施（一）項所指犯罪的可疑活動的資料；
- 為履行區際協議或其他國際法文書，向澳門特別行政區以外的實體提供及接收來自該等實體關於（一）項所指的資料；
- 建立及維持更新載有以上數項所指資料的資料庫；
- 分析收到的資料，並將懷疑實施（一）項所指犯罪的活動向檢察院作出舉報；
- 應司法當局、刑事警察機關及任何其他具預防及打擊（一）項所指的犯罪職權的主管實體具說明理由的要求， 向該等實體提供協助，尤其是向該等實體提供資料及專業技術支援；
- 與負責發出指引的公共部門或實體合作，制定和修訂預防及打擊（一）項所指的犯罪的指引；
- 組織關於預防及打擊（一）項所指犯罪的培訓課程及活動；
- 促進公共部門及實體的人員參與在澳門特別行政區或以外舉辦的關於預防及打擊（一）項所指犯罪的培訓活動及其他同類活動；
- 在預防及打擊（一）項所指犯罪的範疇向公眾開展宣傳及教育活動；
- 負責向根據第6/2016號法律《凍結資產執行制度》第五條規定設立的凍結制度協調委員會提供秘書工作；
- 在預防及打擊（一）項所指犯罪的範疇促進訂立以交換情報為目的的區際協議或其他國際法文書；
- 促進訂立議定書或諒解備忘錄，以透過資料互聯或明示要求查閱任何公共部門或實體持有的資料庫，以取得及處理為履行其職責所需的資料，並根據第8/2005號法律 《個人資料保護法》的規定，確保對所查閱的資料保密；
- 研究及識別關於（一）項所指犯罪的方法、技術及趨勢，尤其跨境資金轉移，並制定相關的必要應對策略；
- 在預防及打擊（一）項所指犯罪的範疇促進、指導及協調公共及私人實體進行行業風險的識別及評估；
- 檢討澳門特別行政區預防及打擊（一）項所指犯罪的成效，並提出完善澳門特別行政區法律體制的建議；
- 參與金融情報方面的國際及區際合作；
- 編製金融情報辦公室活動的年度報告，將之提交警察總局局長，並進行發佈；
- 履行依法獲賦予的其他職責。

## 組織法例
- 第23/2023號法律 - 修改第1/2001號法律《澳門特別行政區警察總局》
- 第3/2024號行政法規 - 修改第5/2009號行政法規《警察總局的組織及運作》
- 第6/2024號保安司司長批示 - 核准金融情報辦公室內部規章

## 相關參見
- 香港警務處刑事及保安處刑事部毒品調查科財富調查組
- 香港警務處刑事及保安處刑事部毒品調查科聯合財富情報組